# Halloy (Oise)
Halloy település Franciaországban, Oise megyében. Lakosainak száma 439 fő (2022. január 1.). Halloy Briot, Cempuis, Grandvilliers és Thieuloy-Saint-Antoine községekkel határos.

## Népesség
A település népességének változása:
| Lakosok száma | 454  | 455  | 463  | 452  | 451  | 449  | 445  | 441  | 439  |
|               | 2013 | 2015 | 2016 | 2017 | 2018 | 2019 | 2020 | 2021 | 2022 |